# BT (char)
Pour les articles homonymes, voir BT.
 (mars 2016).
Si vous disposez d'ouvrages ou d'articles de référence ou si vous connaissez des sites web de qualité traitant du thème abordé ici, merci de compléter l'article en donnant les références utiles à sa vérifiabilité et en les liant à la section « Notes et références ».
Les chars BT (ou « БТ », pour Bystrokhodny Tank - du russe Быстроходный танк, littéralement « tank véloce ») sont une série de chars rapides soviétiques conçus au début des années 1930. Ils ont joué un rôle majeur dans le développement de la force blindée soviétique, et ont constitué les premiers modèles de chars disponibles en grand nombre qui permirent de développer des doctrines mécanisées. Même si ces doctrines furent déconsidérées et oubliées juste avant le début de l'invasion allemande, elles ouvrirent la voie à celles, ultérieures, qui utilisèrent le descendant des BT, le T-34.

## Présentation

### Les débuts
Le bureau 72K, rattaché à l'usine de machines à vapeur de Kharkov, déjà concepteur du char T-24, fut chargé, en 1930, de mettre au point un char rapide capable de se mouvoir soit sur chenilles, soit sur roues, à l'exemple des prototypes du char M30 achetés à Walter Christie aux États-Unis. Pour lancer le projet, l'ingénieur militaire N. M. Toskina, de l'administration de la mécanisation de l'armée, fut détaché au bureau d'études. Le projet fut mené sous le nom de OBT (char rapide expérimental), dont le premier exemplaire fut assemblé en septembre 1931. Après quelques modifications de détail, le char fut alors lancé en production sous le nom de BT-2 et, le 7 novembre de la même année, trois des premiers chars produits défilaient sur la Place Rouge.
Le BT-2 différait quelque peu de son modèle américain, entre autres par la tourelle dessinée par Alexeï Alexandrovitch Malochtanov qui embarquait un canon MS-2 modèle 1930 de 37 mm (ru). Cependant du fait de la faible production de ce canon, plusieurs variantes virent le jour. Elles embarquaient une, deux ou trois mitrailleuses DT de 7,62 mm, ou alors un canon M-30 avec parfois une mitrailleuse coaxiale. Les roues aussi différaient, elles étaient d'un modèle allégé. Par contre, le moteur restait un Liberty, dont les Soviétiques avaient acheté deux mille exemplaires.
Le 6 décembre, Toskina ayant été rappelé à son organisation de tutelle, Athanase Ossipovitch Firsov (ru) fut nommé à la tête du bureau et commença les études pour l'amélioration du véhicule. Les efforts portèrent surtout sur le remplacement du moteur américain, par un équivalent produit localement par l'ingénieur Alexandre Mikouline, le M-5, et l'augmentation de l'armement par le montage d'un tout nouveau canon 20K de 45 mm (ru). La masse du blindé passa à 11,5 tonnes et il embarquait 112 obus.
Une variante de commandement avec une radio 71-TKI et une antenne circulaire au-dessus de la tourelle fut aussi développée, avec un emport de 72 obus de 45 mm. La tourelle était devenue biplace, ce qui portait l'équipage à trois membres. Au milieu de l'année 1933, après 400 exemplaires produits, le BT-2 céda sa place au tout nouveau BT-5 sur les chaînes de montage de Kharkov.

### Les grandes séries
La production de ce dernier, bien que ne durant que moins de deux ans, va atteindre le total de 2 108 exemplaires. De nombreux dérivés seront en outre réalisés : poseur de pont, amphibie, télécommandé par radio, doté de lance-flammes. De légères modifications interviendront sur la tourelle et sur les roues.
Pendant ce temps, le bureau d'études ne restait pas inactif. Dès janvier 1933, utilisant les travaux sur la construction de caisse blindée, non plus par rivetage, mais par soudage, il mit au point un nouveau modèle encore plus performant, le BT-7. Le moteur était maintenant un M-17T, issu d'un moteur d'avion, fournissant 450 ch, et surtout beaucoup plus fiable que le M-5. Le projet initial prévoyait un canon de calibre 76,2 mm ; mais le premier prototype, assemblé le 1er mai 1934, reprenait la tourelle du BT-5 et son canon de 45 mm. Les essais menés au cours de l'été, ayant conclu à l'inutilité de la mitrailleuse coaxiale préalablement montée, celle-ci fut abandonnée. La production en série commença au début de l'année 1935. Une partie des chars fut dotée d'une mitrailleuse antiaérienne, montée sur l'emplacement du chef de char.
Au cours du second semestre de 1936, une série de changements d'origine politique intervint dans la vie de ce char. D'abord, l'usine et le bureau reçurent des désignations numériques, l'usine no 183 et bureau KB-190 et, surtout, le chef du bureau d'étude, Athanase Firsov fut limogé et remplacé par Mikhaïl Kochkine, après que Firsov eut été accusé d'avoir créé une boîte de vitesses défectueuse sur le char. Ces défauts de transmission étaient surtout dus à une mauvaise maintenance et la passion des équipages pour le saut d'obstacles à bord de leur véhicule.
Le travail se poursuivit malgré tout, et une version du BT-7 apparut l'année suivante. Elle était équipée d'une nouvelle boîte à trois vitesses plus robuste et surtout d'une tourelle dite « semi-conique » avec des flancs inclinés. La capacité en munitions passa à 172 obus, et on monta deux projecteurs pour permettre le tir de nuit. Parallèlement, sortirent des chaînes la variante BT-7A qui, adoptant la tourelle du T-26-4, était armée d'un 76,2 mm court de type KT, ainsi que des modèles de commandement équipés à l'image du BT-5RT.
La dernière évolution de la série, le BT-7M (désignation usine A8) se caractérisait par l'adoption du nouveau moteur diesel V-2 de 500 ch (un moteur de 12 cylindres). Elle vit le jour au cours de l'année 1938. Au total, de 1935 à 1940, 4 965 BT-7 et 790 BT-7M avaient été produits.

## Engagements
Les chars de la série BT permirent à l'Armée rouge de se forger une doctrine de guerre mécanisée, très tôt dans les années 1930. Dès 1933, furent créés de grands corps mécanisés comprenant plus de 500 chars. L'accent y était mis sur la vitesse de mouvement et l'attaque des arrières de l'ennemi. C'est pendant la guerre d'Espagne que le BT-5 acquit pour la première fois ses lettres de noblesse. Arrivés par bateau à Carthagène le 1er août 1937, les 50 exemplaires reçus par les Républicains espagnols seront tous regroupés au sein du 1er régiment international autonome de chars ("ОИТП" - "OITP"). Les équipages étaient constitués d'Espagnols et de volontaires étrangers tandis que les chefs de chars comme les conducteurs restaient essentiellement soviétiques. Le baptême du feu eut lieu le 13 octobre 1937 à Fuentes de Ebro : le régiment à peine arrivé à 10 km au sud-est de la ville mais éreinté par 630 km de marche forcée en moins de deux jours, se lance d'emblée à l'assaut d'une position fortifiée. Les fantassins du 24e bataillon d'infanterie de la 15e brigade fournis en renfort au dernier moment, ne parviennent pas à se cramponner sur ces chars rapides lancés à toute vitesse, d'autant qu'ils sont pris à partie tant par leurs collègues républicains de première ligne de tranchées, non avertis de l'attaque, que par l'artillerie de tous bords. Cet archétype de l'opération mal conçue et mal coordonnée sera désastreuse pour les assaillants qui perdent 16 chars et 37 soldats, même si une partie de ces machines — enlisées dans les plantations de canne à sucre — sera récupérée et réparée par la suite.
Pour autant l'échec formel de cette opération n'est nullement imputable aux qualités des BT-5, le régiment s'étant emparé de la plupart des objectifs désignés et ayant correctement réalisé la mission, bien qu'il n'ait pu s'y maintenir faute de soutien.
Les BT-5 furent également engagés à la bataille du lac Khassan en terrain très défavorable. La plupart furent enlisés dans les thalwegs marécageux entre les collines bezymiannaya (sans nom), celle des mitrailleuses, et zaozernaya et ne parvint pas à escalader non plus leurs abruptes parois rocheuses. Le peu qui est parvenu sur l'objectif a cependant fourni un appui feu décisif pour en déloger les Japonais.
Ces expériences, puis la guerre d'Hiver contre la Finlande, induisirent le haut commandement soviétique en erreur. Ces chars, employés en soutien direct de l'infanterie et non pas dans leur rôle premier d'exploitation dans la profondeur du dispositif adverse, se comportèrent de façon médiocre. Ceci, combiné à des raisons politiques, l'arme blindée étant l'enfant chéri du maréchal Mikhaïl Toukhatchevski, les grandes unités furent dispersées en 1939. Elles furent recréées moins d'un an après, à l'annonce des succès allemands en Pologne puis en France, mais ne furent jamais vraiment prêtes avant le 22 juin 1941.
Les chars BT survivants après l'été terrible continuèrent à être utilisés tout le long de la guerre, malgré leur grande vulnérabilité due surtout à leur réservoir d'essence et à leur faible blindage. Certains BT-7 participèrent même à l'offensive contre la Mandchourie en 1945.
La seule occasion où les BT-5 et BT-7 brillèrent particulièrement fut la bataille de Khalkhin Gol, en 1939, où les 6e et 11e brigades blindées bouclèrent l'encerclement de l'armée japonaise opposée à Joukov.
Des BT-7 furent cependant utilisés une dernière fois lors de l'offensive soviétique menée contre la Mandchourie japonaise à compter du 9 août 1945. Certaines unités blindées du front de Transbaïkalie (frontières soviéto-mongoles) échangèrent en effet leurs T-34 contre de vieux BT-7M tirés des réserves stratégiques. Ceux-ci, quoique moins puissants que leurs successeurs, avaient l'avantage d'une vitesse et d'une autonomie supérieure sur un terrain où le ravitaillement allait être, d'après les planificateurs soviétiques, très difficile.

## Variantes
- OBT prototype (parfois appelé BT-1)
- BT-2 première version de série canon MS-2 modèle 1930 de 37 mm (ru).
- BT-5 canon 20K de 45 mm (ru), moteur local M5
- BT-5RT version de commandement avec radio
- BT-5A prototype de char d'artillerie avec canon court de 76,2 mm.
- BT-5BHM version avec un lance-flamme (10 exemplaires).
- BT-5BHM2 version avec générateur d'écran fumigène (3 exemplaires).
- BT-7m35 - version initiale avec tourelle cylindrique du T26m33 et BT5
- BT-7m35RT - variante radio
- BT-7m37 - nouvelle tourelle semi-conique
- BT-7m38RT - variante radio
- BT-7M - version améliorée à moteur diesel (788 exemplaires entre 1938 et 1940)
- BT-7A - char artillerie avec 76,2 mm (154  ou   156 exemplaires)
- BT-sv  - variante rapide du BT-7 avec un physique très modifié (un prototype construit, n'a jamais combattu)

## Spécifications
|                    | BT-2                                 | BT-5                    | BT-7         | BT-7A         | BT-8         |
| Équipage           | 2                                    | 3                       | 3            | 3             | 3            |
| masse              | 10,2 t                               | 11,5 t                  | 13,8 t       | 14,5 t        | 14,65 t      |
| longueur           | 5,58 m                               | 5,58 m                  | 5,66 m       | 5,66 m        | 5,66 m       |
| largeur            | 2,23 m                               | 2,23 m                  | 2,29 m       | 2,29 m        | 2,29 m       |
| hauteur            | 2,20 m                               | 2,25 m                  | 2,42 m       | 2,52 m        | 2,45 m       |
| canon              | canon MS-2 modèle 1930 de 37 mm (ru) | canon 20K de 45 mm (ru) | 20K de 45 mm | KT de 76,2 mm | 20K de 45 mm |
| munitions          | 96 cps                               | 115 cps                 | 146 cps      | 50 cps        | 146 cps      |
| mitrailleuses      | DT                                   | DT                      | DT           | DT x2         | DT x3        |
| type               | Liberty 400 ch                       | M-5 400 ch              | M-17T 500 ch | M-17T 500 ch  | V-2 450 ch   |
| réservoirs         | 400 l                                | 360 l                   | 620 l        | 620 l         | 620+170 l    |
| vitesse sur roues  | 100 km/h                             | 72 km/h                 | 86 km/h      | 86 km/h       | 86 km/h      |
| autonomie          | 300 km                               | 200 km                  | 250 km       | 250 km        | 700 km       |
| autonomie tactique | 100 km                               | 90 km                   | 120 km       | 120 km        | 400 km       |
| blindage           | 6–13 mm                              | 6–13 mm                 | 6–22 mm      | 6–22 mm       | 6–22 mm      |